# Autoserica multimaculata
Autoserica multimaculata är en skalbaggsart som beskrevs av Brenske 1899. Autoserica multimaculata ingår i släktet Autoserica och familjen Melolonthidae. Inga underarter finns listade.